# Karel Halíř
Karel Halíř (1. února 1859 Vrchlabí – 21. prosince 1909 Berlín) byl český houslista a pedagog.

## Životopis
Narodil se ve Vrchlabí do rodiny pokladníka městské spořitelny Václava Halíře a jeho manželky Josefíny, rozené  Štěpničkové. V osmi letech nastoupil na pražskou konzervatoř, kde studoval šest let u Antonína Bennewitze (absolvoval v roce 1873). Následně se přestěhoval do Německa a na dva roky se stal žákem Josepha Joachima. Od roku 1876 působil jako sólista známého Bilseho orchesteru a rozběhla se jeho kariéra koncertního mistra: v roce 1879 zastával tuto funkci v kaliningradském orchestru, v sezoně 1880-1881 v soukromé kapele barona Derviza v Nizze-Luganu, následně v mannheimském dvorním divadle (1881-1883), výmarské dvorní kapele (1883-1892) a berlínské dvorní opeře (1893-1907).
Jeho hra dosahovala nejvyšší kvality, ale nebyl virtuózem v pravém slova smyslu. Nepotrpěl si na předvádění, ale byl poctivým hudebníkem; jeho přednes nebyl elektrizující, ale dokázal nadchnout svou intelektuální oduševnělostí a stylovostí. Hravě zvládal všechna technická úskalí a vynikal svou kantilénou. Ve své době patřil mezi nejoceňovanější světové houslisty. Obecně byl po Joachimovi považován za nejlepšího houslistu žijícího v Německu. Právě s Joachimem se v roce 1884 představil na Bachově festivalu v Eisenachu a jejich společný přednes Bachova Koncertu pro dvoje housle vyvolal senzaci.[zdroj⁠?!] Proslavil se i jako vynikající interpret a popularizátor Čajkovského houslového koncertu, když se v roce 1886 postaral o jeho německou premiéru, za což si vysloužil skladatelovu hlubokou úctu.
Karel Halíř s úspěchem koncertoval v Evropě (např. Moskva, Petrohrad, Berlín, Paříž, Rakousko-Uhersko), ale také v zámoří, když v sezoně 1896-1897 podnikl turné po Spojených státech amerických. Známý byl i premiérami dalších děl: 28. října 1899 společně s klavíristkou Teresou Carreño zrealizovali v Německu evropskou premiéru houslové sonáty skladatelky Amy Beach. Dne 19. října 1905 přednesl v Berlíně ve světové premiéře pod dirigentskou taktovkou Richarda Strausse revidovanou verzi Sibeliova houslového koncertu (Koncert pro housle a orchestr d-moll, op. 47).
Činný byl i pedagogicky: od roku 1884 působil na velkovévodské hudební škole ve Výmaru a v roce 1893 byl jmenován profesorem houslí Vysoké hudební školy v Berlíně. Mezi jeho nejznámější žáky patřili Paul von Klenau, Karl Krehahn a David Mannes.

### Joachimovo kvarteto

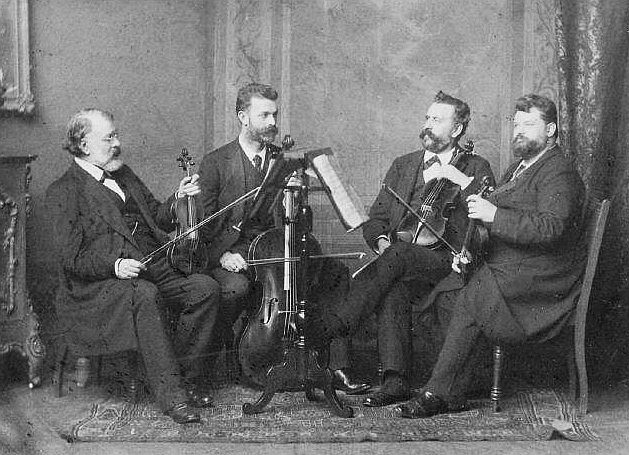
Joachimovo kvarteto (zleva doprava: Joseph Joachim, Robert Hausmann, Emanuel Wirth, Karel Halíř)

Od roku 1897 byl jako druhý houslista angažován v jednom z nejlepších světových smyčcových kvartet, Joachimově kvartetu. Sestava s Halířem (kromě něj zde hráli Joseph Joachim, Emanuel Wirth a Robert Hausmann) je považována[kdo?] v historii kvarteta za nejkvalitnější. Při koncertech sedávali v ustáleném uspořádání: vedle Joachima violoncellista a oproti Joachimovi druhý houslista (Halíř). V roce 1907 Joachim nebyl schopen vykonávat svou funkci kvůli nemoci, proto dočasně vedl kvarteto Halíř. Téhož roku Joachim zemřel, a tak Halíř využil zkušenosti a zformoval vlastní kvarteto v sestavě s Gustavem Exnerem, Adolphem Mullerem a Hugem Dechertem, které se zařadilo mezi špičková světová komorní tělesa. Další rozvoj kvarteta znemožnila Halířova smrt. Karel Halíř zemřel v Berlíně ve věku padesáti let.